# Гундзанген
Гундзанген (нім. Hundsangen) — громада в Німеччині, розташована в землі Рейнланд-Пфальц. Входить до складу району Вестервальд. Складова частина об'єднання громад Вальмерод.
Площа — 7,63 км2. Населення становить 2046 ос. (станом на 31 грудня 2020).

## Галерея

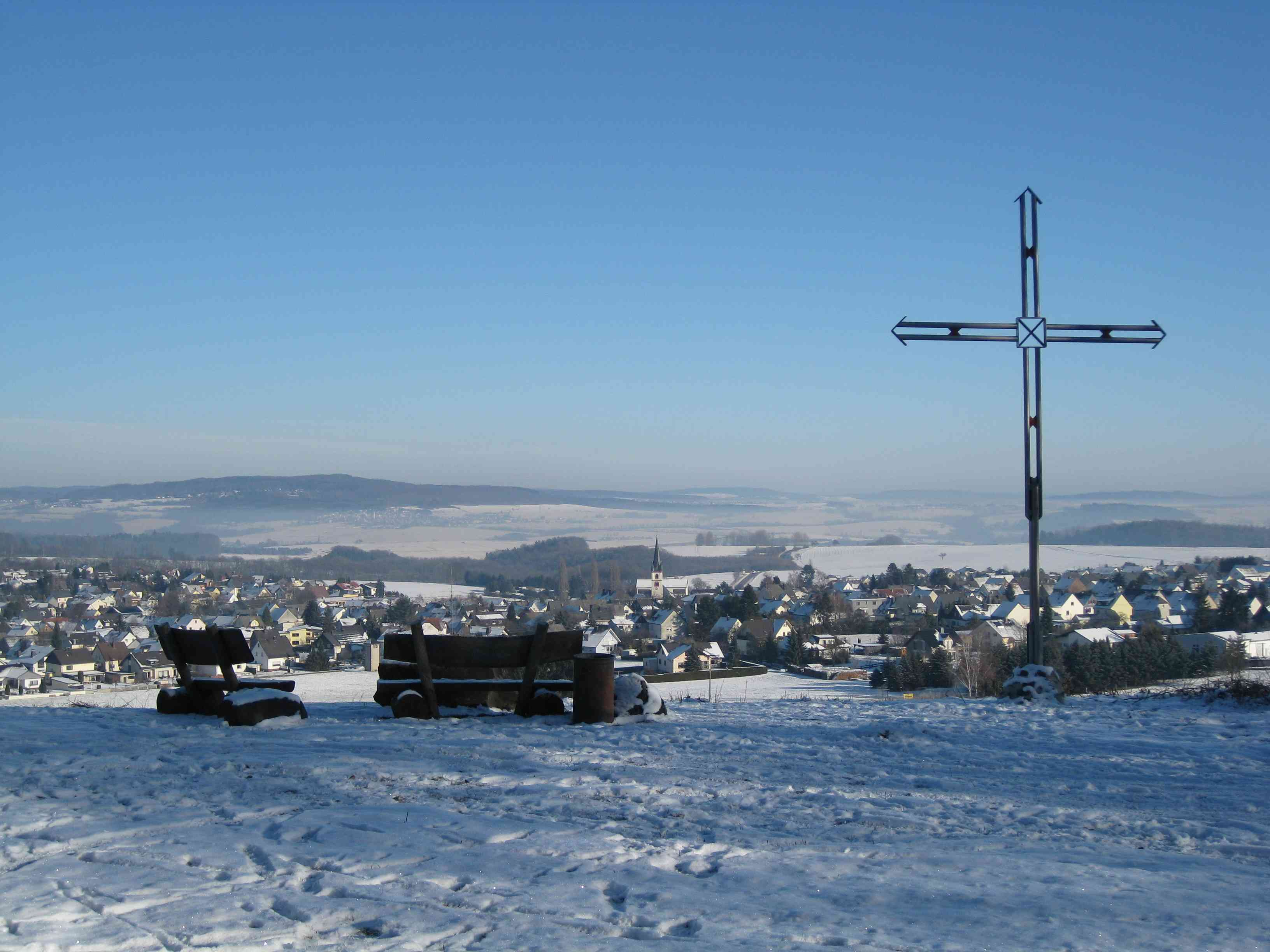
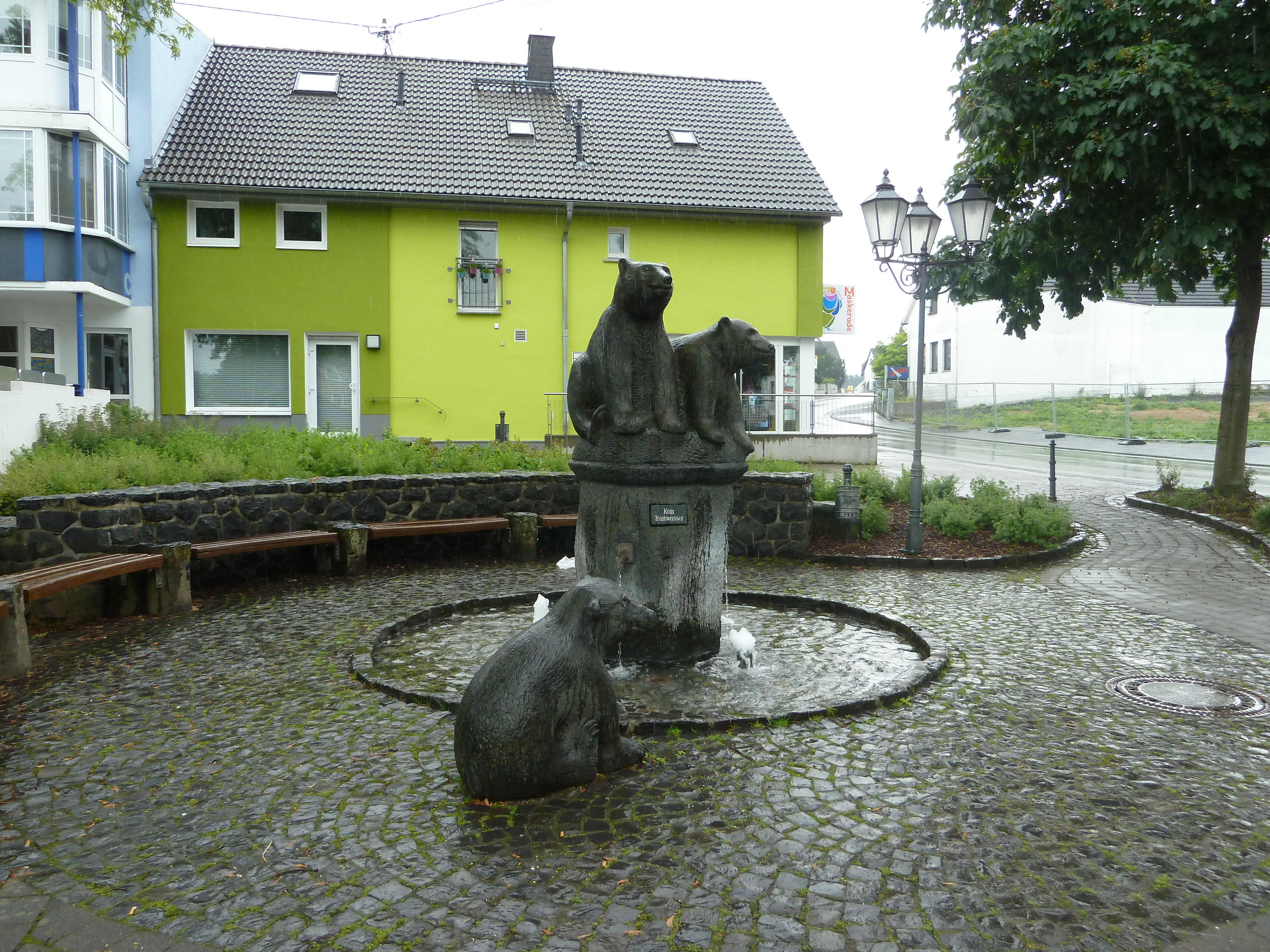